# غيليس بيلودو
غيليس بيلودو هو لاعب هوكي جليد كندي، ولد في 31 يوليو 1955 في Saint-Prime ‏ في كندا، وتوفي في 12 أغسطس 2008 في برمنغهام في الولايات المتحدة بسبب سرطان البنكرياس.

## وصلات خارجية
- غيليس بيلودو على موقع دوري الهوكي الوطني (الإنجليزية)
- غيليس بيلودو على موقع EliteProspects.com (الإنجليزية)
- غيليس بيلودو على موقع HockeyDB.com (الإنجليزية)
- غيليس بيلودو على موقع Hockey-Reference.com (الإنجليزية)